# Giuseppe Tornatore
Giuseppe Tornatore (født 27. maj 1956 i Bagheria, Sicilien) er en italiensk filminstruktør. 
Tornatore spillefilmdebuterede i 1986, og opnåede en stor biografsucces med sin spillefilm nummer to, Nuovo cinema Paradiso (Mine aftener i Paradis, 1988; Oscar). Stanno tutti bene (Alle har det godt, 1990) var en komedie med Marcello Mastroianni. Efter den mørke fabel Una pura formalità (1994), med Gérard Depardieu og Roman Polanski i hovedrollerne, lavede han den neorealisme-inspirerede L'Uomo delle stelle (Stjernemageren, 1995), om en omrejsende fotograf og charlatan i efterkrigstidens Italien. Han fik biografsucces med Malèna (2000).